# سيو هيو ريم
سيو هيو ريم (بالكورية: 서효림)‏ هي ممثلة كورية جنوبية، ولدت يوم 6 يناير 1985 في سول في كوريا الجنوبية.

## روابط خارجية
- سيو هيو ريم على موقع IMDb (الإنجليزية)
- سيو هيو ريم على موقع قاعدة بيانات الفيلم (الإنجليزية)